# René Strickler
René Strickler, nato René Guillermo Strickler Zender (Córdoba, 27 aprile 1962), è un attore argentino, noto soprattutto come interprete di telenovela.

## Filmografia parziale
- Sin ti (1997-1998)
- Libera di amare; altro titolo: Il privilegio di amare (El privilegio de amar) (1998-1999)
- Ramona (2000)
- Mujer bonita (2001)
- Amigas y rivales (2001)
- De pocas, pocas pulgas (2003)
- Piel de otoño (2004)
- Sueños y caramelos (2005)
- Mundo de fieras (2006)
- Amar sin limites (2006-2007)
- Destilando amor (2007)
- Atrévete a soñar (2009-2010)
- Para volver a amar (2010-2011)
- Amor bravío (2012)
- Corazón indomable (2013)
- El color de la pasión (2014)
- Que te perdone Dios (2015)
- Un camino hacia el destino (2016)